# بوش رکسروت
شرکت بوش رکسروت آگ (به آلمانی: Bosch Rexroth AG) در سال ۲۰۰۱ میلادی از به هم پیوستن بخش اتوماسیون گروه روبرت بوش (Robert Bosch GmbH تأسیس ۱۸۸۶ میلادی) و مانسمان رکسروت (Mannesmann Rexroth GmbH تأسیس ۱۷۹۵ میلادی) تأسیس گردید.
گروه بوش رکسروت (Bosch Rexroth AG) زیرمجموعه صنعتی شرکت روبرت بوش (Robert Bosch GmbH) آلمان می‌باشد که در همه فناوری‌های مرتبط با حرکت و کنترل شامل موارد ذیل فعالیت می‌نماید.
- هیدرولیک صنعتی
- درایوهای الکتریکی و سامانه‌های کنترل
- فناوری مونتاژ و حرکت خطی
- پنوماتیک
- آموزش و خدمات فنی‌مهندسی
- هیدرولیک ماشین‌آلات متحرک